# Pachamanca
La pachamanca (del quítxua pacha, general o terra, i manka, olla o forat) és un plat de carn a la llosa, típic de la gastronomia peruana i molt apreciat a la zona andina, en la qual és considerada el banquet per antonomàsia i amb implicacions, avui dia, de caràcter religiós.
Els seus arrels es poden trobar en el costum de fer ofrenes d'aliments a la Pachamama amb el soterrament d'aliments, com ara patates, en la terra. D'aquest ritu es desenvolupà el mètode de preparació de la pachamanca, el qual consisteix en la cocció de carns marinades acompanyades de verdures dins d'un forat a la terra les parets del qual estan recobertes de pedres escalfades prèviament. El forat és cobert amb més pedres escalfades, herbes aromàtiques per tal de saboritzar els ingredients i flassades. Aquest mètode de cocció dins la terra s'hauria utilitzat des d'èpoques anteriors, fins i tot, a l'imperi Inca, segons l'evidència arqueològica disponible.